# Strange Strings
Strange Strings è un album discografico del musicista jazz statunitense Sun Ra e della sua Astro Infinity Arkestra. Registrato nel 1966, il disco venne pubblicato nel 1967 dalla El Saturn Records, etichetta di proprietà dell'artista. L'album è stato ristampato in versione compact disc dalla Atavistic nel 2007.

## Il disco
Il materiale che costituisce l'album venne interamente registrato a New York nel 1966 tranne Door Squeak, la traccia bonus inserita nella ristampa in CD della Atavistic, che risale a sessioni in studio del 1967.

## Uno "studio sull'ignoranza"
Alla conclusione della serie di concerti effettuati in vari college dello Stato di New York con lo sponsor della ESP-Disk, Sun Ra decise di aggiungere alla strumentazione dell'Arkestra una serie di curiosi ed esotici strumenti a corda come ukulele, mandolino, koto, kora, pipa e "chitarre lunari". Lo scopo era quello di farli suonare ai suoi musicisti dato che Sun Ra pensava che "gli strumenti a corda toccassero le persone a livello emozionale in modo speciale, in maniera diversa dagli altri strumenti". Il problema che i membri dell'Arkestra non sapessero però suonare tali strumenti, Sun Ra lo definì "uno studio [esperimento] sull'ignoranza".
Il sassofonista Marshall Allen ricorda che durante le sessioni per l'album, i musicisti chiesero a Sun Ra che cosa avrebbero dovuto suonare, ed egli rispose solo che avrebbe indicato ad ognuno lo strumento assegnato al momento di iniziare ad incidere. Il risultato fu alquanto caotico ma anche incredibilmente spontaneo ed originale, senza precedenti nella tradizione musicale.

## Tracce

### LP vinile 12"
- Tutti i brani sono opera di Sun Ra

Lato A
1. Worlds Approaching
2. Strings Strange

Lato B
1. Strange Strings

### Bonus track edizione CD (2007)
1. Door Squeak

## Formazione
- Sun Ra - pianoforte elettrico, "batteria tonante", timpani, porta cigolante, strumenti a corda
- Marshall Allen - oboe, sax alto, strumenti a corda
- John Gilmore - sax tenore, strumenti a corda
- Danny Davis - flauto, sax alto, archi
- Pat Patrick - flauto, sax baritono, strumenti a corda
- Robert Cummings - clarinetto basso, strumenti a corda
- Ali Hassan - trombone, strumenti a corda
- Ronnie Boykins: basso viola
- Clifford Jarvis - timpani, percussioni
- James Jacson - percussioni, strumenti a corda
- Carl Nimrod - strumenti a corda
- Art Jenkins - "voce spaziale", strumenti a corda